# José Bové
Joseph (José) Bové, född 11 juni 1953 i Talence i Gironde, är en fransk politiker och ledamot av Europaparlamentet i Gruppen De gröna/Europeiska fria alliansen (G/EFA). Han var även kandidat till posten som Europeiska kommissionens ordförande för G/EFA-gruppen tillsammans med Ska Keller i samband med Europaparlamentsvalet 2014. I Europaparlamentet har han mest jobbat med klimat- och jordbruksfrågor. Han valdes in i Europaparlamentet 7 juni 2007 som medlem i det franska miljöpartiet, Europe Écologie.
José är ursprungligen bonde och 1987 bildade han Confédération Paysanne, en jordbruksunion för att främja ekologiskt jordbruk. Han har varit aktiv i Greenpeace. Han är också en stor motståndare till genmodifierade organismer (GMO).